# Bahnhof Delray Beach
Delray Beach ist ein Bahnhof im Regional- und Fernverkehr an der Eisenbahnstrecke von Mangonia Park zum Flughafen Miami. Er befindet sich in Delray Beach im Palm Beach County, Florida. Der Bahnhof wurde 1991 eröffnet.

## Anbindung
In Delray Beach halten sowohl die Regionalzüge der Tri-Rail als auch die Fernzüge der Amtrak. Im Nahverkehr wird die Station von Bussen des Countys (Palm Tran) bedient. Der Bahnhof befindet sich direkt westlich der Interstate 95 sowie südlich der Florida State Road 806.

### Schiene
| Linie         | Laufweg                                                                                  |
| ------------- | ---------------------------------------------------------------------------------------- |
| Silver Star   | Miami Airport – … – Deerfield Beach – Delray Beach – West Palm Beach – … – New York City |
| Silver Meteor | Miami Airport – … – Deerfield Beach – Delray Beach – West Palm Beach – … – New York City |
|               | Miami Airport – … – Boca Raton – Delray Beach – Boynton Beach – … – Mangonia Park        |

### Palm Tran
| Nummer | Verlauf                                                                                 | Karte |
| ------ | --------------------------------------------------------------------------------------- | ----- |
| 2      | Town Center Mall ↔ VA Medical Center via Congress Ave                                   | #2    |
| 70     | Town Center Mall ↔ Lantana und Lake Worth via Seacrest Blvd                             | #70   |
| 81     | Delray Beach Crosstown (Federal Highway via Atlantic Avenue, Jog Blvd, und Oriole Blvd) | #81   |